# Hydrophorus baicalensis
Hydrophorus baicalensis är en tvåvingeart som beskrevs av Negrobov 1977. Hydrophorus baicalensis ingår i släktet Hydrophorus och familjen styltflugor. Inga underarter finns listade i Catalogue of Life.